# Аз купувам тази жена
„Аз купувам тази жена“ (на испански: Yo compro esa mujer) е мексиканска теленовела, режисирана от Хорхе Фонс, и продуцирана от Ернесто Алонсо за Телевиса през 1990 г. Адаптация е на едноименната история, създадена от Олга Руилопес. Това е първата теленовела, в която актрисата Лиляна Абуд се изявява като сценарист.
В главните роли са Летисия Калдерон и Едуардо Яниес, а в отрицателните – Енрике Роча, Алма Муриел и Лус Мария Херес.

## Сюжет
Началото на 20 век: Монтес де Ока е богато семейство, което се състои от две сестри и един братовчед. Матилде е влюбена в братовчед си, Родриго, но той обича сестра ѝ, Бланка Флор, която от своя страна е влюбена в скромния рибар Енрике Сан Роман. Когато Родриго разбира за чувствата на Бланка Флор, обвинява в кражба Енрике, който е изпратен в затвора, а малко след това научава, че Бланка Флор е бременна от бедния рибар. Матилде, която мрази сестра си заради чувствата, които изпитва Родриго, я заключва в едно мазе и казва на всички, че Бланка Флор е умряла. Всички вярват на лъжата на Матилде. Никой няма контакт с Бланка Флор, освен един слуга, който се грижи за нея. Бланка Флор полудава, защото, след като ражда, бебето ѝ е отнето. За лудостта ѝ допринася и изолацията, на която е подложена. Що се отнася до бебето, Родриго го дава на камериерката Соледад. Тя решава да го спаси и го отвежда в дома на заможен приятел на баща ѝ, който го приема като син и го нарича Алехандро. Алехандро расте и отива в Европа, като знае много добре историята на истинските си родители. Той дори посещава Енрике в затвора. Енрике е на прага на смъртта, а Алехандро се кълне, че един ден ще си отмъсти на Монтес де Ока. Години по-късно Алехандро се завръща в Мексико. Запознава се с Кристина и се влюбва в нея. Тя е дъщерята на Родриго Монтес де Ока, братовчеда на майката на Алехандро. Въпреки обсебващата любов, която Матилде изпитва, Родриго се жени за друга жена, но по-късно остава вдовец. Алехандро и Кристина се кълнат, че ще се оженят в Мексико, но нещата се усложняват, тъй като Родриго притиска дъщеря си да се омъжи за Федерико Торес Ланда, млад и образован мъж, произхождащ от богато семейство.

## Актьори
Част от актьорския състав:
- Летисия Калдерон – Ана Кристина Монтес де Ока
- Едуардо Яниес – Алехандро Алдама / Алехандро Сан Роман Монтес де Ока / Енрике Сан Роман
- Енрике Роча – Родриго Монтес де Ока
- Едуардо Паломо – Федерико Торес Ланда
- Алма Муриел – Матилде Монтес де Ока
- Херардо Акуня – Габриел Алварес
- Роберто Антунес – Бернардо
- Марио Касияс – Раул де МаринRaúl de Marín, граф Валтиера
- Исабел Корона – Соледад
- Кони де ла Мора – Бланка Флор Монтес де Ока
- Синтия Клитбо – Ефихения
- Мариана Леви – Химена / Естрея / Анхела
- Хулиета Егурола – Исабел де Марин, графиня Валтиера
- Лус Мария Херес – Урсула
- Мария Марсела – Нарда де Марин
- Бруно Рей – Фулхенсио Кастия
- Мануел Охеда – Сантяго
- Мелба Луна – Бернардина
- Алехандра Прокуна – Джорджет
- Кета Лават
- Мигел Анхел Левада
- Леандро Мартинес
- Марикрус Нахера – Хулиана
- Ана Грам – Констанса Мендоса де Монтес де Ока

## Премиера
Премиерата на Аз купувам тази жена е на 29 януари 1990 г. по Canal de las Estrellas. Последният 160. епизод е излъчен на 7 септември 1990 г.

## Награди и номинации
Награди TVyNovelas 1991
| Категория                            | Номинация        | Резултат   |
| ------------------------------------ | ---------------- | ---------- |
| Най-добра теленовела                 | Ернесто Алонсо   | Номиниран  |
| Най-добра актриса в главна роля      | Летисия Калдерон | Номинирана |
| Най-добър актьор в главна роля       | Едуардо Яниес    | Печели     |
| Най-добра актриса в отрицателна роля | Алма Муриел      | Номинирана |
| Най-добър актьор в отрицателна роля  | Енрике Роча      | Печели     |
| Най-добра първа актриса              | Исабел Корона    | Номинирана |
| Най-добър пръв актьор                | Мигел Мансано    | Номиниран  |
| Най-добра актриса в поддържаща роля  | Мариана Леви     | Печели     |
| Най-добър актьор в поддържаща роля   | Луис Хавиер      | Номиниран  |
| Най-добър оператор                   | Хесус Акуня Ли   | Печели     |

Награди ACE 1991
| Категория                                  | Номинация        | Резултат |
| ------------------------------------------ | ---------------- | -------- |
| Най-добра теленовела                       | Ернесто Алонсо   | Печели   |
| Мъжка фигура на годината                   | Едуардо Яниес    | Печели   |
| Женска фигура на годината                  | Летисия Калдерон | Печели   |
| Най-добър актьор                           | Енрике Роча      | Печели   |
| Най-добро женско участие в поддържаща роля | Алма Муриел      | Печели   |
| Най-добър режисьор                         | Хорхе Фонс       | Печели   |

## Версии
- Yo compro esa mujer (Пуерто Рико, 1960) с Марибела Гарсия и Браулио Кастийо.
- Yo compro esa mujer (Венецуела, 1965) с Пеги Уалкер и Маноло Коего.
- Eu compro esa mulher (Бразилия, 1966) с Йона Магалаеш и Карлос Алберто.
- Yo compro esta mujer (Аржентина, 1969) с Габриела Хили и Себастиан Вилар.
- Carolina (Венецуела, 1976) с Майра Алехандра и Хосе Луис Родригес.
- Непокорно сърце (Мексико, 2009) Оригиналната история Yo compro esa mujer се слива със сюжета на романа Corazón salvaje, създаден от Каридад Браво Адамс. С участието на Арасели Арамбула, Едуардо Яниес и Енрике Роча.